# 1980 Tezcatlipoca
Tezcatlipoca (asteroide 1980, com a designação provisória 1950 LA) é um asteroide cruzador de Marte. Possui uma excentricidade de .3649 e uma inclinação de 26.86º.
Este asteroide foi descoberto no dia 19 de junho de 1950 por Albert George Wilson e A.A.E. Wallenquist.